# Аюшеєв Радна Будаєвич
Радна Будаєвич Аюшеєв (рос. Радна Будаевич Аюшеев; 1922 — зниклий безвісти восени 1944) — учасник німецько-радянської війни, снайпер морської піхоти Північного флоту.

## Біографія
Народився в 1922 році в улусі Інзагатуй Селенгінського аймака Бурят-Монгольської АРСР (нині в Джидинському районі Бурятії) в багатодітній (11 дітей) родині селян Буди та Бадм-Даруй Аюшеєвих. Батько був досвідченим мисливцем і навчив трьох своїх синів (Радна був самим молодшим) влучній стрільбі.
У 1940 році був призваний на дійсну службу на Далекий Схід.
З початком німецько-радянської війни переведений до Північного флоту, у 63-ю бригаду морської піхоти. Командування, дізнавшись, що до призову Радна був влучним тайговим мисливцем, визначило його в снайпери.
У жовтні 1944 року брав участь у Петсамо-Кіркенеській операції. У тих боях знищив 25 солдатів противника.
Зник безвісти восени 1944 року.